# Ајова Сити
Ајова Сити (енгл. Iowa City) град је у америчкој савезној држави Ајова. По попису становништва из 2010. у њему је живело 67.862 становника. Ајова Сити је седиште округа Џонсон и Универзитета Ајове. Након што је Ајова добила статус савезне државе, Ајова Сити је био њен први главни град.
Часопис Форбс прогласио је Ајова Сити „најбољим малим метрополитанским подручјем за бизнис у САД“.

## Географија
Ајова Сити се налази на надморској висини од 204 .

## Демографија
Према попису становништва из 2010. у граду је живело 67.862 становника, што је 5.642 (9,1%) становника више него 2000. године.
|                   | 2010.           | 2000.           |
| Укупно            | 67 862 (100,0%) | 62 220 (100,0%) |
| Белци             | 54 103 (79,73%) | 53 405 (85,83%) |
| Азијати           | 4 680 (6,896%)  | 3 509 (5,640%)  |
| Афроамериканци    | 3 912 (5,765%)  | 2 333 (3,750%)  |
| Хиспаноамериканци | 3 627 (5,345%)  | 1 833 (2,946%)  |
| Остали            | 1 540 (2,269%)  | 1 140 (1,832%)  |